# Carl Müller-Baumgarten

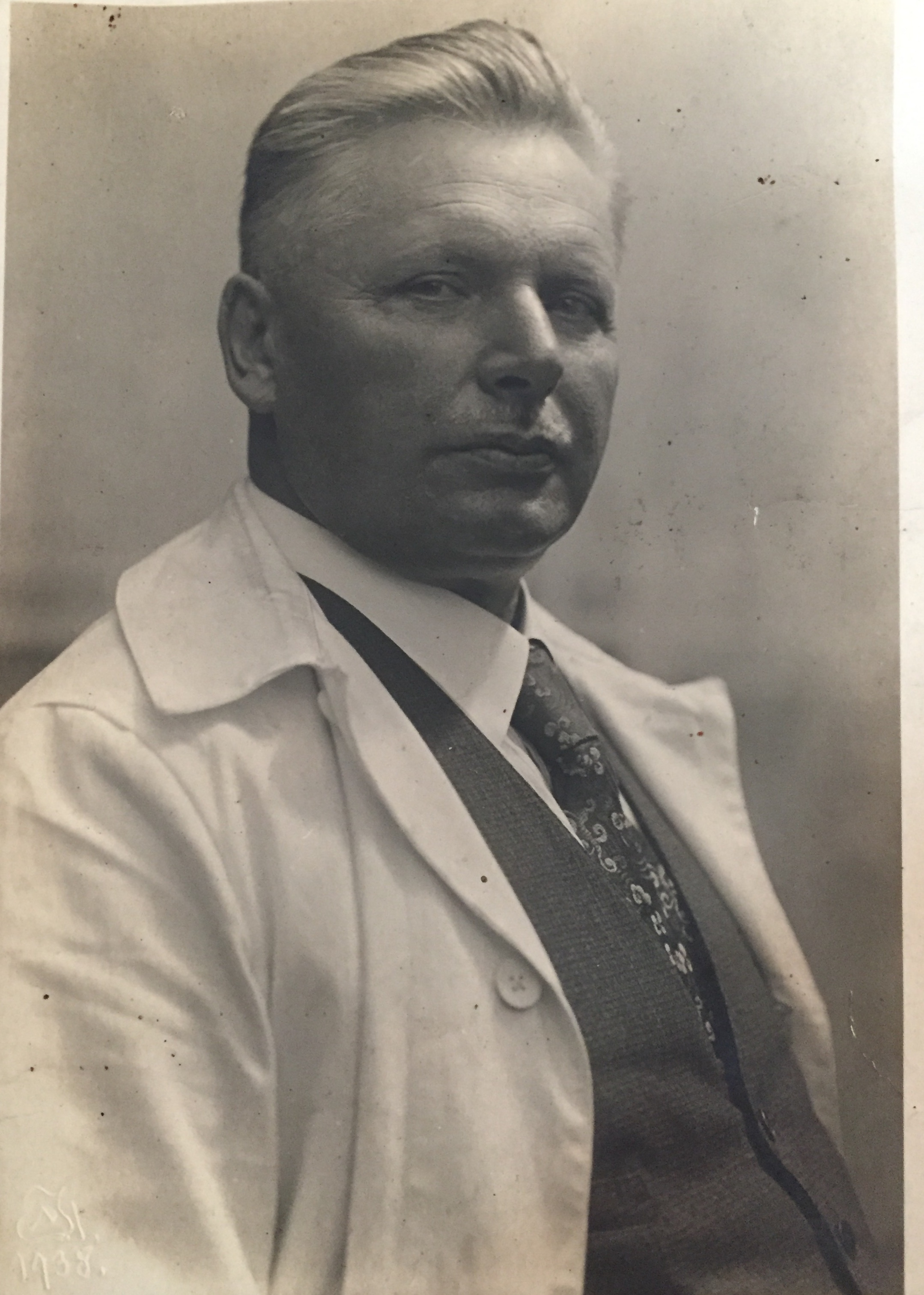
Carl Müller-Baumgarten

Carl Müller-Baumgarten (* 10. September 1879 in Leipzig; † 2. Januar 1964 in München) war ein deutscher Landschaftsmaler und Grafiker.

## Leben
Carl Müller-Baumgarten studierte in München bei Carl von Marr, Ludwig von Löfftz und Angelo Jank. Er beschickte die Münchner Kunstausstellungen im Glaspalast, so 1925 mit den Gemälden Weg am Königsee, Flundernsucher an der Ostsee und Stürmischer Apriltag. Seine Landschaftskunst charakterisiert eine späte Freilichtmalerei, während seine Bildnisse eher gründerzeitlich gestimmt sind.